# Saint-Jean-d'Avelanne
Saint-Jean-d'Avelanne é uma comuna francesa na região administrativa de Auvérnia-Ródano-Alpes, no departamento de Isère. Estende-se por uma área de 7,85 km². Em 2010 a comuna tinha 987 habitantes (densidade: 125,7 hab./km²).